# Simplicio de Fausania
Simplicio de Olbia (siglo III–Olbia, 304) fue un mártir italiano, primer obispo de Olbia, venerado como santo por las iglesias cristianas que aceptan el culto a los santos.

## Biografía

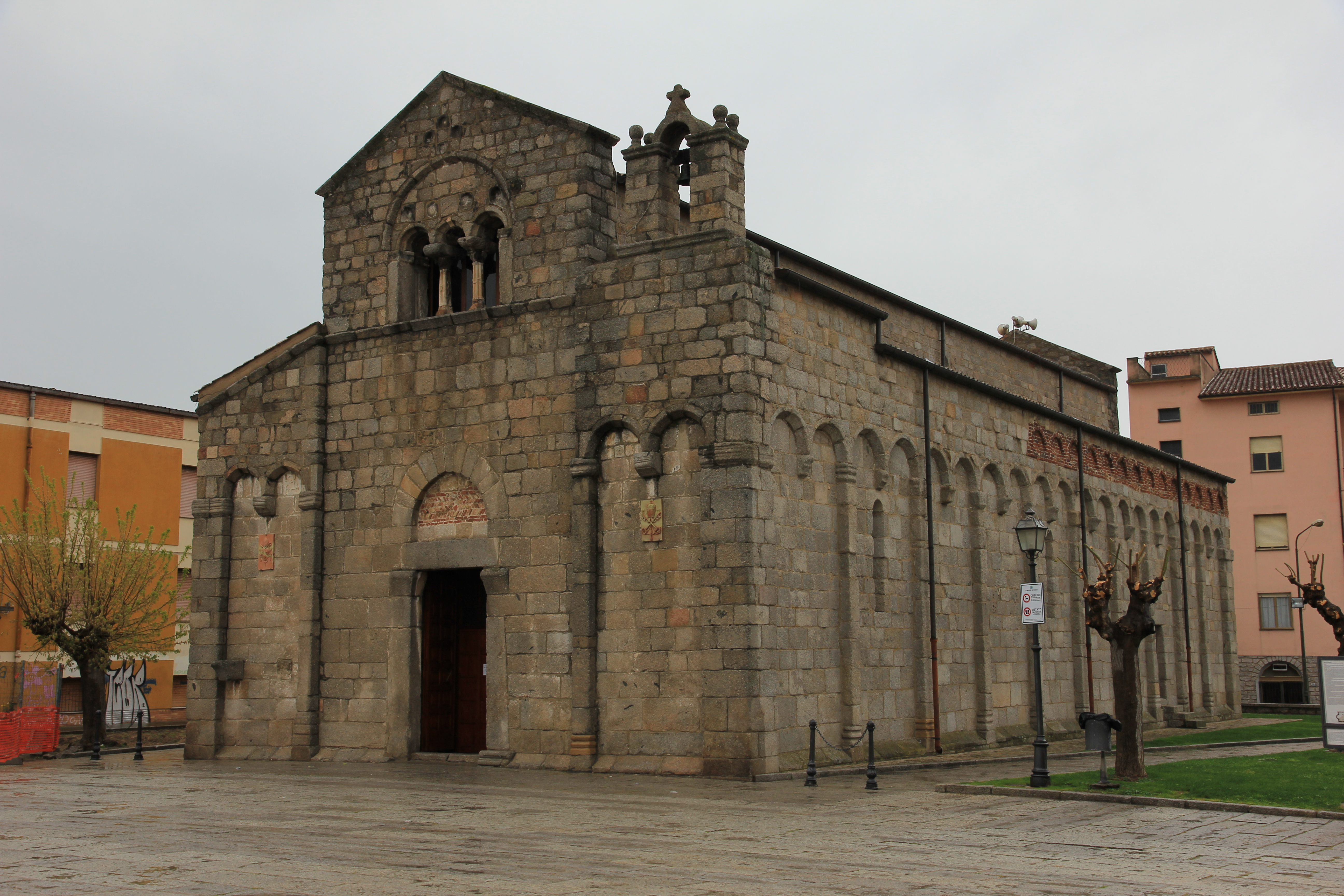
Basílica de San Simplicio en Olbia, principal santuario dedicado en su honor, donde reposan sus reliquias.

No se tienen mucho datos sobres la vida de Simplicio de Olbia, sin embargo su existencia es segura, debido a que todos los martirologios hacen mención de su memoria. El problema se encuentra sobre todo a la hora de darle un título, debido a que algunos lo llaman obispo, otros presbíteros y alguno ni siquiera hace mención de su martirio. La Pasio de los monjes victorinos de Marsella, lo presenta como obispo y mártir, bajo el gobierno del emperador Diocleciano, en el año 304, en la localidad de Fausania (nombre antiguo de Olbia).

## Culto
La diócesis de Fausania y el juzgado de Gallura lo eligieron como su santo protector. El territorio actualmente hace parte de la diócesis de Tempio-Ampurias, que lo tiene como su copatrón, en su nombre se alza una basílica en la población de Olbia, donde, según la tradición, descansan sus reliquias. El papa Juan Pablo II elevó a rango de basílica menor dicho santuario. San Simplicio es representado con mitra, báculo pastoral, algunas veces junto a san Víctor, otro obispo de Fausania, y la palma, que representa su martirio. Si fiesta se celebra el 15 de mayo.